# Jet Sky Airways
Die Jet Sky Airways (Eigenschreibweise JetSky Airways) war eine bulgarische Fluggesellschaft mit Sitz in Sofia. Der Betrieb ist eingestellt, die Gesellschaft verfügt derzeit weder über ein Fluggerät noch über ein gültiges Luftverkehrsbetreiberzeugnis.

## Geschichte
Jet Sky Airways wurde 2021 gegründet und begriff sich selbst als ACMI Partner. Ende Dezember 2023 wurde eine gebrauchte Boeing 737 als erstes Flugzeug der Gesellschaft in Dienst gestellt, im August 2024 folgte eine zweite, welche aber nie im kommerziellen Betrieb eingesetzt wurde. Im August 2024 wurde über den schlechten Zustand der Kabinenausstattung von einer der beiden Maschinen berichtet. Am 6. Januar 2025 wurde das einzige aktive Flugzeug in Forli abgestellt. Mit Stand April 2025 ist die Website der Airline nicht mehr erreichbar. Die beiden Flugzeuge wurden in der Zwischenzeit an GP Aviation und 4 Airways abgegeben, das AOC wurde im Mai 2025 von der bulgarischen Zivilluftfahrtsbehörde (BGCAA) widerrufen.

## Flugziele
Der Flugbetrieb erfolgte von Pristina aus, angeflogen wurden unter anderem Basel, Düsseldorf und Stuttgart. Als weitere Ziele gab die Airline Frankfurt, Hamburg, Hannover, München, Genf und Zürich an.

## Flotte

### Aktuelle Flotte
Mit Stand Juni 2025 verfügt Jet Sky Airways über kein Flugzeug mehr, zuletzt bestand die Flotte der Jet Sky Airways aus einem Flugzeug mit einem Alter von 34,9 Jahren:
| Flugzeugtyp    | Anzahl | bestellt | Anmerkungen | Sitzplätze | Durchschnittsalter |
| -------------- | ------ | -------- | ----------- | ---------- | ------------------ |
| Boeing 737-400 | 1      |          |             | 168        | 34,9 Jahre         |
| Gesamt         | 1      | -        |             |            | 34,9 Jahre         |